# Shackleton (cràter)

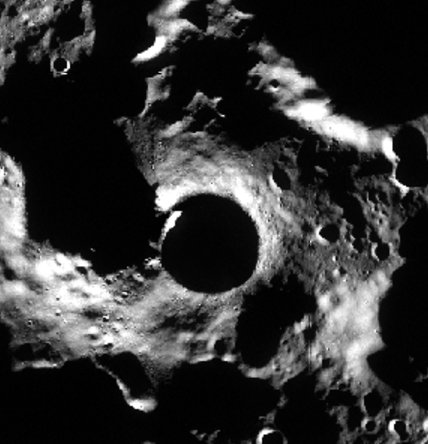
Imatge LRO

Shackleton és un cràter d'impacte que es troba en el pol sud de la Lluna. Els pics situats en la vora del cràter estan exposats a la llum solar de forma gairebé contínua, mentre que el seu interior roman perpètuament a l'ombra (un cràter de foscor eterna). L'interior d'aquest cràter, a causa de la seva baixa temperatura, funciona com un parany fred que pot capturar i congelar substàncies volàtils llançades durant els impactes d'aerolits sobre la Lluna.
L'eix de rotació de la Lluna es troba dins de Shackleton, a pocs quilòmetres del seu centre. El cràter té 21 km de diàmetre i 4,2 km de profunditat. Des de la Terra, es veu el límit d'una regió de terreny aspre, repleta de cràters. Es troba en un massís situat dins de la Conca Aitken.
La vora està lleugerament alçada al voltant de la superfície circumdant i té una muralla exterior que només ha estat lleugerament erosionada per altres impactes. No hi ha cràters significatius que interceptin la seva vora, i està desplaçat al voltant de 1,5° cap a la direcció 50-90° de la Terra. L'edat del cràter és al voltant de 3600 milions d'anys, i ha estat en la proximitat del pol sud lunar almenys durant els últims 2000 milions d'anys.
Els mesuraments realitzats per la nau espacial Lunar Prospector van mostrar quantitats d'hidrogen més altes que les habituals dins del cràter, la qual cosa pot indicar la presència de gel d'aigua. El cràter porta el nom de l'explorador Ernest Shackleton, famós per la seva expedició a l'Antàrtida a bord del vaixell Endurance, entre 1914 i 1916.

## Candidat per a una colònia humana

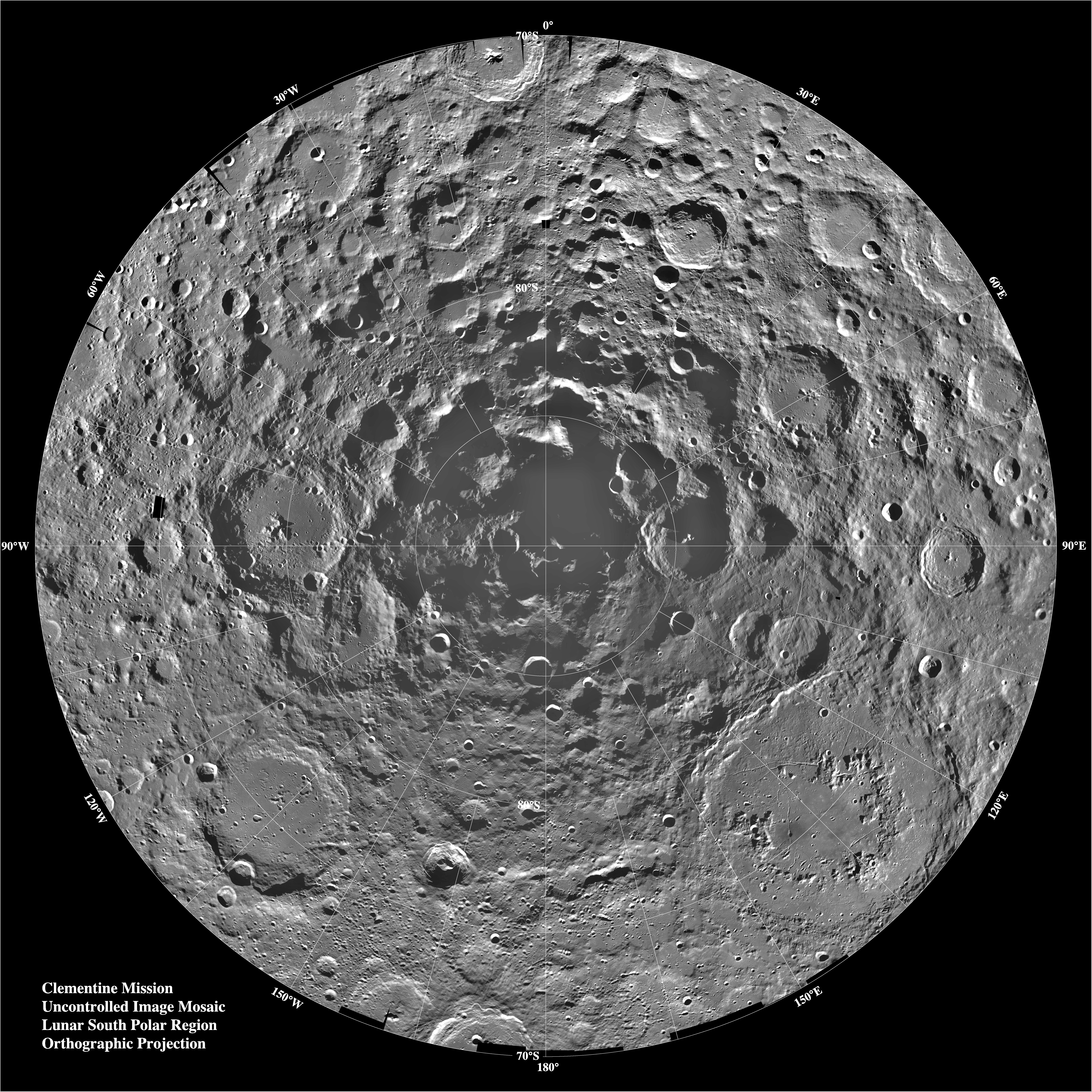
Imatge del pol sud lunar presa des de la sonda Clementine en 1994

L'eix de rotació de la Lluna és sensiblement paral·lel al seu eix de translació, amb tan sols 5º d'inclinació, cosa que provoca que a les zones polars existeixin zones exposades a la llum solar de forma permanent o gairebé permanent. Aquestes zones es denominen pic de llum eterna, i són de gran importància per a futurs assentaments humans. Els pics que voregen el cràter Shackleton estan propers a tenir il·luminació permanent, amb exposicions solars superiors al 80 %. Per aquest motiu, el cràter Shackleton és un dels assentaments més probables per a una futura base lunar.
El cràter ha estat sobrevolat per les sondes Clementine (1994), Lunar Prospector (1998) i SELENE (2004). Així mateix, el 9 d'octubre de 2009, es va llançar la sonda LCROSS contra la superfície interior del cràter, de manera que la nau portadora LRO va poder analitzar l'espectre dels gasos despresos després de l'impacte, detectant la presència d'aigua (vegeu aigua lunar).
Pels mateixos motius, també existeixen zones de foscor permanent en el fons del cràter. Això permetria que el contingut de qualsevol asteroide que hagués impactat en aquesta superfície hagués quedat inalterat, permetent la hipotètica existència d'aigua. De moment hi ha constància de l'existència d'hidrogen, però no s'ha trobat aigua.